# スターダスト (曲)
「スターダスト」（Stardust）は、ホーギー・カーマイケルが1927年に発表したジャズのスタンダード・ナンバーである。楽曲名は「スター・ダスト」とも称される。

## 解説
最初のレコーディングは、カーマイケル楽団により、インディアナ州リッチモンドにあるゲネット・レコードのスタジオにて行われた。元々はミディアムテンポの楽曲であったが、1928年にスローテンポのレコーディングが行われ、1930年5月16日にアイシャム・ジョーンズがバラードナンバーとしてレコーディングして以来、スローバラードとして定着している。
1929年に、ミッチェル・パリッシュにより歌詞がつけられている。1931年にはビング・クロスビーが発表して以来、多数のヴォーカリストによって歌い継がれている曲でもある。

## 松田聖子のカバー
2025年、松田聖子が自身のデビュー45周年を記念して本曲をカバー、訳詞を手掛けたのは松田とは10年ぶりのタッグとなる松任谷由実（呉田軽穂名義）。松任谷は「私は聖子さんを喜ばせたかった。勝手な想像だとしても、今の彼女の心情を自然に重ねられるような、この先ずっと愛し、傍らに置けるようなナンバーを提供できたらうれしいと思った。」とコメントし、2019年に松田のジャズ・コンサートを鑑賞した際から構想を温めていた。

## 日本におけるその他の著名なカヴァー
- ザ・ピーナッツ

1961年から1972年まで放送された日本テレビ『シャボン玉ホリデー』のエンディングで歌われた。作曲したホーギー・カーマイケルも日本訪問の際に番組に出演した。
- 江利チエミ

1956年4月に行われた『ハイカラークラブ・サンデイ・ジャズ・コンサート』への出演時にこの曲を取りあげた。同年7月にこの模様を収めたアルバムが発売され、2012年にCD化された。
- 美空ひばり

1965年に発表したアルバム『ひばりジャズを歌う～ナット・キング・コールをしのんで』の中で取りあげている。
そのほか、1960年の『第11回NHK紅白歌合戦』では、笈田敏夫によって歌われた。